# Bishop's Waltham
Bishop's Waltham är en småstad och civil parish i grevskapet Hampshire i södra England. Staden ligger i distriktet Winchester vid floden Hambles källa, cirka 14,5 kilometer nordost om Southampton. Tätorten (built-up area) hade 6 955 invånare vid folkräkningen år 2021. Bishop's Waltham nämndes i Domedagsboken (Domesday Book) år 1086, och kallades då Waltham.